# Nataša Dušev Janić
Nataša Dušev Janić (Bačka Palanka, 24. lipnja 1982.), je mađarska kajakašica 
Nataša potječe iz kajakaške obitelji, otac i trener je kajakaš Milan Janić koji je preminuo 2003. godine. Natašina braća su također kajakaši, natječu se za reprezentaciju Hrvatske. 
Nataša Janić već je u 14. godini postala prvakinja Jugoslavije, a s 18 godina kao reprezentativka Srbije i Crne Gore sudjeluje na Olimpijskim igrama održanim u Sydneyu 2000. godine i osvaja četvrto mjesto. Dnevni list Sport krajem godine proglasio ju je za najbolju mladu sportašicu SR Jugoslavije.
Četiri godine kasnije 2004. sudjeluje na OI 2004. u Ateni, gdje osvaja dvije zlatne medalje u disciplinama K1 500 m i K2 500 m, ali ovaj put kao reprezentativka Mađarske.
Sljedeće 2005. godine na europskom prvenstvu u Poznanju osvaja šest naslova europske prvakinje i u Zagrebu tri naslova svjetske prvakinje u paru s Katalin Kovač, u disciplinama na 200, 500 i 1000 metara
Mađarski jezik počela je govoriti 1999. godine.